# Biernacice (gmina)
Biernacice – dawna gmina wiejska istniejąca do 1937 roku w woj. łódzkim (II Rzeczpospolita). Siedzibą władz gminy były Biernacice.
W okresie międzywojennym gmina Biernacice należała do powiatu tureckiego w woj. łódzkim. Gminę zniesiono 1 października 1937 roku w związku z reformą gminną przeprowadzoną na terenie powiatu tureckiego w 1937 roku, polegającą na zniesieniu 16 gmin wiejskich, a w ich miejsce utworzeniu 7 nowych. Obszar zniesionej gminy Biernacice wszedł w skład nowych gmin Orzeszków i Świnice. Część obszaru przyłączono także do gminy Niewiesz.